# Enypia venata
Enypia venata är en fjärilsart som beskrevs av Augustus Radcliffe Grote 1883. Enypia venata ingår i släktet Enypia och familjen mätare. Inga underarter finns listade i Catalogue of Life.